# 安井尚志
安井 尚志（やすい ひさし）は、特撮、アニメ系のフリーライター、雑誌編集者。クラフト団（ストリームベースとのユニット名）や安井ひさし、やすい尚志などの筆名も使用されている。

## 来歴・人物
1975年に竹内博を主宰として結成された特撮研究団体「怪獣倶楽部」に所属。大学生の頃に総合男性誌『GORO』で竹内とともに手掛けた『ウルトラマン』の記事が大反響を呼ぶ。1978年、また竹内とアニメ・特撮ムック『ファンタスティックコレクション』を立ち上げた。さらに同年に雑誌『てれびくん』の嘱託編集者となり、翌1979年にはライバル誌である『テレビマガジン』『テレビランド』の編集部でもさまざまな活動をおこなっている。その多彩な活動スタイルから、業界内では「天才編集者」「名出版プロデューサー」と呼ばれた。
アニメ雑誌『アニメージュ』1981年4月号のアニメプラモ特集記事の企画・構成を担当。このときに組まれた座談会で『機動戦士ガンダム』のメカデザイナー大河原邦男、バンダイ模型技術部長の松本悟ら、模型誌『ホビージャパン』で活躍中のモデラー集団「ストリームベース」の小田雅弘らを招待している。安井は同年10月に創刊された漫画雑誌『コミックボンボン』で『ガンダム』および「ガンプラ」を前面に押し出し、ストリームベースの作例も掲載、ガンプラブームの一翼を担った。また、同誌連載の漫画『プラモ狂四郎』の原作も、「クラフト団」の名義でストリームベースとともに担当した。
1983年3月から発売されたバンダイ模型のガンプラの新シリーズ「モビルスーツバリエーション」を企画。安井がプロデューサーとなり、大河原がメカニックデザイン、小田が設定解説を担当した。
1987年 押井守監督作品でケルベロスサーガの代表作である『紅い眼鏡』で、造形アドバイザーを担当した。
1991年『紅い眼鏡』の続編『ケルベロス-地獄の番犬』では、造形プロデューサーや劇場用パンフレットの構成・編集も担当した。

## 主な参加作品
- やまと虹一『プラモ狂四郎』 - 原作（「クラフト団」名義）
- やまと虹一『新プラモ狂四郎』- 原作（「やすい尚志」名義）
- やまと虹一『超戦士ガンダム野郎』 - 原作（「クラフト団」名義）
- やまと虹一『SD武者ガンダム風雲録』 - 原作（「クラフト団」名義）
- 神田正宏『新武者ガンダム 七人の超将軍』 - 原作（「クラフト団」名義）
- 神田正宏『新武者ガンダム 超機動大将軍』 - 原作（「クラフト団」名義）
- 神田正宏『超武者ガンダム 武神輝羅鋼』 - 原作（「クラフト団」名義）
- やまと虹一・ときた洸一『SD武者ガンダム てんかとういつへん』（講談社のテレビ絵本） - 原作（「クラフト団」名義）
- 河本ひろし『怪獣王ゴジラ』 - ストーリー構成
- 川石てつや『ゴジラvsモスラ』 - ストーリー構成
- 川石てつや『ゴジラvsメカゴジラ』 - ストーリー構成
- 宮田淳一『モデルガン戦隊』 - 原作（高橋昌也と共作）
- 村上としや『ディオラマ大作戦』 - 原作（「安井ひさし」名義、企画）
- 別冊てれびくん① ウルトラマン ULTRAMAN FILM BOOK（小学館）（「安井ひさし」名義、構成）
- 別冊てれびくん② ウルトラセブン ULTRAMAN FILM BOOK（小学館）（「安井ひさし」名義、構成）
- 『ファンタスティックコレクション No.35 ウルトラセブン グラフィティ 空想特撮の怪獣世界 PART III』（朝日ソノラマ）（「安井ひさし」名義、企画）
- 『ファンタスティックコレクション No.46 ULTRAMAN ULTRASEVEN スーパーマシン・ファイル』（朝日ソノラマ）（「安井ひさし」名義、企画）
- 紅い眼鏡 - 造形アドバイザー[1]
- ケルベロス-地獄の番犬 - 造形プロデューサー、劇場用パンフレット[2]構成・編集

## 著書
- 『ウルトラマン全（オール）百科』（コロタン文庫）（「安井ひさし」名義、中谷達也と共著）
- 『奥さまどうぞ－大人の童話集』 (BIG BOOKS) （「安井ひさし」名義）
- 『GODZILLA怪獣博物誌』（コミックボンボンスペシャル）
- 『ウルトラセブン 怪獣事典』（宇宙船文庫）（酒井敏夫と共著）
- 『ウルトラマン・ウルトラQ 怪獣事典』（宇宙船文庫）（酒井敏夫と共著）